# Kyle Gann
 (janvier 2021).
Si vous disposez d'ouvrages ou d'articles de référence ou si vous connaissez des sites web de qualité traitant du thème abordé ici, merci de compléter l'article en donnant les références utiles à sa vérifiabilité et en les liant à la section « Notes et références ».
Kyle Eugene Gann (né le 21 novembre 1955 à Dallas) est un professeur de musique, critique, analyste et compositeur américain qui travaille principalement à New York. En tant que critique musical pour The Village Voice (de novembre 1986 à décembre 2005) et d'autres publications, il a manifesté son soutien envers la musique progressive, y compris pour des mouvements comme le postminimalisme et le totalisme.

## Biographie
Kyle Gann naît en 1955 dans une famille de musiciens. Il compose ses premiers morceaux à l'âge de 13 ans. Après être sorti diplômé de Skyline High School (Dallas) en 1973, il poursuit ses études au Conservatoire de musique d’Oberlin et à l'université de Northwestern, où il obtient trois diplômes en 1977, 1981 et 1983. Il étudie la composition avec Randolph Coleman à Oberlin, de même que le contrepoint avec Greg Proctor à l'université du Texas à Austin. Il étudie la composition principalement avec Ben Johnston (de 1984 à 1986), Peter Gena (de 1977 à 1981) et brièvement avec Morton Feldman (en 1975). Entre 1981 et 1982, il travaille pour le festival New Music America.
Gann travaille par la suite comme journaliste au Chicago Reader, au Tribune, au Sun-Times et au New York Times. Il est engagé comme critique musical par Village Voice en 1986, journal pour lequel il écrit une chronique hebdomadaire jusqu'en 1997, puis à une moindre fréquence jusqu'en décembre 2005. Gann dispense des cours à temps partiel à l'université Bucknell de 1989 à 1997. Depuis 1997, il enseigne la théorie, l'histoire et la composition musicales au Bard College dans l'upstate New York.

## En tant que compositeur
L'œuvre musicale de Gann peut être globalement classée en trois catégories :
- des œuvres microtonales en gamme naturelle, faisant appel aux instruments électroniques[3],[2] ;
- des œuvres au rythme complexe pour Disklavier (piano acoustique piloté par ordinateur) ;
- du piano et de la musique pour ensemble dont la complexité rythmique a tendance à être plus légère et comprise au sein d'un unique tempo.

La plupart de ses compositions sont fondées sur des boucles se répétant, des ostinatos ou des isorythmes de différentes longueurs qui se déphasent les uns des autres ; cette idée mène vers des couches simultanées de différentes relations de tempos primaires mutualisés dans son œuvre pour Disklavier et son œuvre électronique, et est utilisée d'une manière structurelle moins évidente dans sa musique pour ensemble. Ce concept trouve son origine dans les suggestions faites par Henry Cowell dans le chapitre qu'il consacre au rythme dans son livre New Musical Resources. Gann a également déclaré qu'il avait trouvé l'inspiration en étudiant l'astrologie, qu'il avait découverte grâce aux écrits du compositeur et astrologue Dane Rudhyar.
Un autre fil conducteur de son travail est l'influence, à la fois rythmique et mélodique, de la musique amérindienne, en particulier celle des Hopis, des Zuñis et d'autres tribus pueblo du sud-ouest. Gann découvre cette musique en lisant une analyse musicale de la danse du bison des Zuñis publiée dans le livre Sonic Design de Robert Cogan et Pozzi Escot. Selon Gann : "Cette danse faisait des allers-retours entre différents tempos : triolet, quart, quart pointé et quart. J'ai donc commencé à collectionner la musique amérindienne. Cela a résolu un problème rythmique pour moi, parce que je m'intéressais vraiment à la musique avec des tempos différents".
À partir de 1984 et de son morceau engagé The Black Hills Belong to the Sioux, Gann adopte une méthode permettant de passer d'un tempo à l'autre (généralement entre les noires, les croches pointées, les triolets et d'autres valeurs), cette solution alternative étant plus facile à exécuter que les couches simultanées de tempos contrastés qu'il a auparavant tentées sous l'influence de Charles Ives. D'autres compositeurs étant parvenus à une technique similaire par des chemins différents, ils se regroupent dans les années 1980-1990 pour former une école new-yorkaise appelée totalisme.
Une stratégie couramment utilisée par Gann consiste à mettre en mouvement un processus rythmique et à utiliser l'harmonie (principalement basée sur des accords de trois notes ou sur des accords de septième d'espèce, microtonals ou traditionnels) pour infléchir la forme et attirer l'attention de l'auditeur. La musique microtonale de Gann suit la technique du flux de tonalité de Harry Partch, qui relie les accords par de minuscules variations (moins d'un demi-ton) dans la conduite des voix. En 2000, Gann étudie la théorie du jazz avec John Esposito, et commence à utiliser la théorie du bebop comme base de sa musique non-microtonale, même dans des contextes qui n'évoquent pas le jazz.